# Nawabshah
Nawabshah (en ourdou : نوابشاہ ; Nawābshāh) est une ville pakistanaise, et capitale du district de Shaheed Benazir Abad (rebaptisé en l'honneur de Benazir Bhutto en 2008), dans la province du Sind. Elle est la cinquième plus grande ville de la province du Sind.
La population s'élevait à 189 244 habitants en 1998. Le recensement de 2017 indique une population de 279 688, soit une croissance annuelle moyenne de 2,1 % depuis 1998, un peu inférieure à la moyenne nationale de 2,4 %. En 2023, la population de la ville monte à 363 138 habitants.
La ville est majoritairement sindie, puisque plus de 59 % des habitants en parlent la langue, tandis qu'une trouve une large minorité parlant ourdou (25 %) ainsi de plus petites parlant pendjabi (10 %) ou baloutchi et brahoui (3 %).
Musulmane à 96 %, la ville inclut une minorité hindoue, comptant plus de 10 000 fidèles, soit 3 % des habitants de la ville, ainsi qu'une petite minorité chrétienne de presque 4 000 individus.
Le taux d'alphabétisation de la ville s'élève à 69 % en 2023 (contre une moyenne nationale de 61 %), dont 75 % pour les hommes et 63 % pour les femmes
|            | 1972 (rec.) | 1981 (rec.) | 1998 (rec.) | 2017 (rec.) | 2023 (rec.) |
| ---------- | ----------- | ----------- | ----------- | ----------- | ----------- |
| Population | 81 045      | 102 139     | 189 244     | 279 688     | 363 138     |

La ville est reliée à un aéroport, et est une importance place ferroviaire, directement reliée à Hyderabad et à Karachi.
C'est la ville natale de l'ancien président du Pakistan, Asif Ali Zardari.
Le 6 août 2023, 10 wagons déraillent au sud-est de la ville ce qui provoque une trentaine de morts et près d'une centaine de blessés. 